# Waruwetan
Waruwetan is een bestuurslaag in het regentschap Lamongan van de provincie Oost-Java, Indonesië. Waruwetan telt 1155 inwoners (volkstelling 2010).